# 南郡 (日本)
南郡為過去日本大阪府轄下的郡，已於1896年4月1日與日根郡合併為泉南郡。
在1880年實施郡區町村編制法時的轄區包括現在的岸和田市大部分地區和貝塚市的大部分地區。

## 歷史
在令制國時代最初為和泉郡的一部分，直到13世紀時才從和泉郡分出獨自設立為郡。
在江戶時代大部分區域為岸和田藩的領地，但也有部分區域為淀藩和幕府直屬的領地。
明治維新後，郡內的幕府領地被納入堺縣的轄區，1871年實施廢藩置縣後，岸和田藩和淀藩的領地也成為改設後的岸和田縣、淀縣轄區，不過僅半年後的第一次府縣整併中，南郡全境就全數被整併至堺縣。
1880年實施郡區町村編製法，正式的設置了近代的行政區劃「南郡」，而郡役所則是和日根郡合設於岸和田村的岸和田城（位於現在的岸和田市）。
1881年，由於堺縣被併入大阪府，此後南郡成為大阪府的轄區。

### 沿革

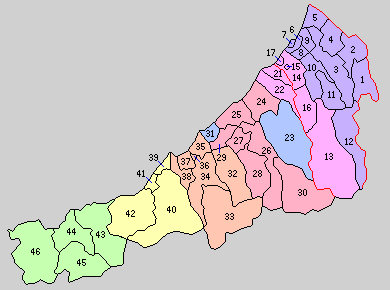
1889年南郡轄下的行政區劃：
1.山直上村 2.山直下村 3.南掃守村 4.八木村 5.北掃守村 6.岸和田町 7.岸和田濱町 8.岸和田村 9.沼野村 10.土生鄉村 11.有真香村 12.東葛城村 13.西葛城村 14.麻生鄉村 15.島村 16.木島村 17.貝塚町
（紫色：現屬岸和田市、桃色：現屬貝塚市。21 - 46屬於日根郡）

- 1889年04月1日：實施町村制，南郡下設山直上村（日语：山直上村）、山直下村（日语：山直下村）、南掃守村（日语：南掃守村）、八木村（日语：八木村 (大阪府)）、北掃守村（日语：春木町）、岸和田町、岸和田濱町（日语：岸和田浜町）、岸和田村（日语：岸和田村）、沼野村（日语：沼野村）、土生鄉村（日语：土生郷村）、有真香村（日语：有真香村）、東葛城村（日语：東葛城村）、西葛城村（日语：西葛城村）、麻生鄉村（日语：麻生郷村）、島村（日语：島村 (大阪府)）、木島村（日语：木島村 (大阪府)）、貝塚村。（3町14村）
- 1896年04月1日：實施郡制（日语：郡制），同時南郡和日根郡被合併為泉南郡。